# 日韓戦 (サッカー)
サッカーにおける日韓戦（にっかんせん）とは、サッカー日本代表（以下「日本」）およびサッカー大韓民国代表（以下「韓国」）の両代表の間で行われる国際試合のことである。東アジアのダービーマッチであり、日本では「日韓戦」、韓国では「韓日戦（朝鮮語: 한일전）」と呼称される。本項目では、特に断りがない限り男子のA代表チームについて記載する。

## 概要
日本サッカー協会 (JFA) と大韓サッカー協会 (KFA) はともにアジア地区を統括するアジアサッカー連盟 (AFC) に属し、同時に東アジアサッカー連盟 (EAFF) にも所属する。
両国は海を隔てた隣国で歴史的にも密接な関係を有するため、両国代表間の試合は他の試合に比べて特殊な雰囲気を持つとされる。そのため、しばしばその政治性が問題となることもあった。2010年から2014年まで日本代表監督を務めたアルベルト・ザッケローニは、日韓戦をイタリアとドイツの試合と同等のものであると発言している。
2025年7月15日までに82試合が行われ、戦績は日本の17勝、韓国の42勝、23引き分けである。なお、23引き分けの中には公式戦によりPK戦が行われたものが4度あり、日本が3勝、韓国が1勝となっている。

## 歴史

### 初の日韓戦

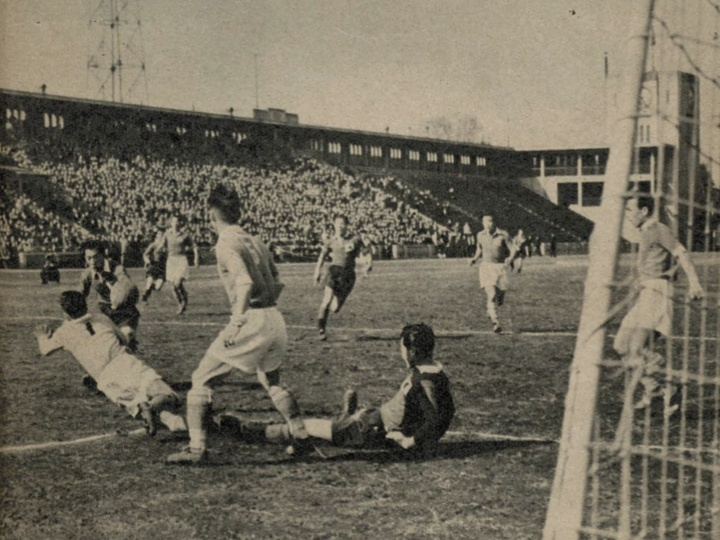
1954 FIFAワールドカップ・アジア予選における日韓戦（1954年3月14日）

日本と韓国による初めての国際試合は、1954年3月7日および3月14日に日本の東京都・明治神宮外苑競技場で行われた1954 FIFAワールドカップ・予選の第1戦である。この予選は本来ホーム・アンド・アウェー方式で行われるはずであったが、大統領（当時）李承晩が日本代表の入国を拒否し、意向を受けて韓国での開催が不可能となったため、2試合とも日本での開催となった。
史上初の日韓戦となった第1戦は日本が前半16分に先制するが、韓国が前半に2点、後半に3点を決めて1-5で韓国が勝利した。長沼健が挙げた日本の得点が日韓戦の第1号ゴール（同時にFIFAワールドカップ地区予選における日本代表の第1号ゴール）となり、一方の韓国の日韓戦の第1号ゴールは鄭南湜による前半21分の得点である。この試合で記録された失点は日本の対韓国戦最多失点であり、両チームを通じた最多失点となっている（2022年6月現在）。第2戦は点差に関わらず日本が勝てば第3戦へと進めたが、2-2で引き分けて韓国がアジア代表としてFIFAワールドカップに出場した。

### 定期戦の時代
1972年からは日韓定期戦が開始され、国立霞ヶ丘競技場陸上競技場で開催された第1回定期戦は2-2の引き分け。1991年の第15回まで行われ、日本の3勝、韓国の10勝、2引き分けとなっている。
その後は定期戦の開催は中断されており、2013年には大韓サッカー協会会長の鄭夢奎が記者団に対して、日本サッカー協会と2014年10〜11月ごろに親善試合を行うことで合意しその後毎年定期戦を行っていくことを明らかにしたと報じられたが、2014年10月6日に予定していた試合は、韓国代表の洪明甫監督の辞任により延期された。

### 日韓W杯開催前
1996年に2002 FIFAワールドカップの共催が決定すると、サッカーを通じて日韓関係を好転させようとする機運が高まった。
1997年11月1日に行われた1998 FIFAワールドカップ・アジア予選グループB第9節で、ワールドカップ出場が危ぶまれていた日本はアウェイで既に出場を決めていた韓国と対戦し、2-0で勝利した。この試合の際、韓国のサポーター集団「レッドデビルズ」 は日本に対して「Let's Go To France Together（フランスに一緒に行こう）」と書かれた横断幕を掲示し、試合後には両サポーターによるエール交換が行われた。
なお、この「Together（一緒に）」という単語は、その後2002年のワールドカップ共催にあたって出版された両国の選手（中田英寿および洪明甫）の共同作業による著書 や、Voices of KOREA/JAPANによる同大会公式テーマソングのタイトルの中にも表れている。

## 日本代表

### 通算戦績
- 2025年7月15日の対戦まで「17勝23分42敗」

| 日本勝利 | 引き分け    | 引き分け      | 引き分け    | 韓国勝利 |
| 日本勝利 | 日本 PK勝利 | 90分 引き分け | 韓国 PK勝利 | 韓国勝利 |
| -------- | ----------- | ------------- | ----------- | -------- |
| 17       | 23          | 23            | 23          | 42       |
| 17       | 3           | 19            | 1           | 42       |

### 開催地別成績
| 日本   | 開催地 | 開催地 | 開催地 | 韓国   |
| 日本   | 日本   | 中立地 | 韓国   | 韓国   |
| ------ | ------ | ------ | ------ | ------ |
| 試合数 | 32     | 26     | 24     | 試合数 |
| 勝数   | 8      | 3      | 6      | 敗数   |
| 引分数 | 8      | 12     | 2      | 引分数 |
| 敗数   | 16     | 11     | 16     | 勝数   |

### 試合の一覧
※下記のうち1968年AFCアジアカップ・予選および、1988年AFCアジアカップでの対戦は日本B代表のため、1998年アジア競技大会はU-21日本代表のため、"日本側は"国際Aマッチとしていない。
| #  | 対戦日時       | 結果 | スコア         | 大会                                            | 会場                                      |
| -- | -------------- | ---- | -------------- | ----------------------------------------------- | ----------------------------------------- |
| 1  | 1954年3月7日   | ●    | 1 - 5          | 1954 FIFAワールドカップ・予選                   | 明治神宮外苑競技場 / 東京都               |
| 2  | 1954年3月14日  | △    | 2 - 2          | 1954 FIFAワールドカップ・予選                   | 明治神宮外苑競技場 / 東京都               |
| 3  | 1956年6月3日   | ○    | 2 - 0          | メルボルンオリンピック アジア地区予選           | 後楽園競輪場 / 東京都                     |
| 4  | 1956年6月10日  | ●    | 0 - 2          | メルボルンオリンピック アジア地区予選           | 後楽園競輪場 / 東京都                     |
| 5  | 1959年9月5日   | △    | 0 - 0          | 1959 ムルデカ大会 敗者復活戦                    | ムルデカ・スタジアム / マラヤ連邦         |
| 6  | 1959年9月6日   | ●    | 1 - 3          | 1959 ムルデカ大会 プレーオフ                    | ムルデカ・スタジアム / マラヤ連邦         |
| 7  | 1959年12月13日 | ●    | 0 - 2          | ローマオリンピック アジア地区予選               | 後楽園競輪場 / 東京都                     |
| 8  | 1959年12月20日 | ○    | 1 - 0          | ローマオリンピック アジア地区予選               | 後楽園競輪場 / 東京都                     |
| 9  | 1960年11月6日  | ●    | 1 - 2          | 1962 FIFAワールドカップ・アジア予選             | ソウル特別市                              |
| 10 | 1961年6月11日  | ●    | 0 - 2          | 1962 FIFAワールドカップ・アジア予選             | 後楽園競輪場 / 東京都                     |
| 11 | 1962年8月30日  | ●    | 0 - 1          | 第4回アジア競技大会                             | ジャカルタ                                |
| 12 | 1963年8月13日  | △    | 1 - 1          | 1963 ムルデカ大会 グループステージ              | ムルデカ・スタジアム / マラヤ連邦         |
| 13 | 1967年8月1日   | ○    | 2 - 1          | 1968 AFCアジアカップ予選                        | 台北市立競技場 / 台北市                   |
| 14 | 1967年10月7日  | △    | 3 - 3          | メキシコシティオリンピック アジア地区予選       | 国立霞ヶ丘競技場陸上競技場 / 東京都       |
| 15 | 1969年10月12日 | △    | 2 - 2          | 1970 FIFAワールドカップ・アジア・オセアニア予選 | ソウル特別市                              |
| 16 | 1969年10月17日 | ●    | 0 - 2          | 1970 FIFAワールドカップ・アジア・オセアニア予選 | ソウル特別市                              |
| 17 | 1970年8月2日   | △    | 1 - 1          | 1970 ムルデカ大会 グループステージ 第2戦        | ムルデカ・スタジアム                      |
| 18 | 1970年12月18日 | ●    | 1 - 2 (延長)   | 第6回アジア競技大会                             | バンコク                                  |
| 19 | 1971年10月2日  | ●    | 1 - 2          | ミュンヘンオリンピック アジア地区予選           | ソウル特別市                              |
| 20 | 1972年7月26日  | ●    | 0 - 3          | 1972 ムルデカ大会 決勝トーナメント 準決勝       | ムルデカ・スタジアム / マレーシア         |
| 21 | 1972年9月14日  | △    | 2 - 2          | 第1回 日韓定期戦                                | 国立霞ヶ丘陸上競技場 / 東京都             |
| 22 | 1973年6月23日  | ●    | 0 - 2          | 第2回 日韓定期戦                                | ソウル特別市                              |
| 23 | 1974年9月28日  | ○    | 4 - 1          | 第3回 日韓定期戦                                | 国立霞ヶ丘陸上競技場 / 東京都             |
| 24 | 1975年8月9日   | ●    | 1 - 3          | 1975 ムルデカ大会 グループステージ 第5戦        | ムルデカ・スタジアム / マレーシア         |
| 25 | 1975年9月8日   | ●    | 0 - 3          | 第4回 日韓定期戦                                | ソウル特別市                              |
| 26 | 1976年3月21日  | ●    | 0 - 2          | モントリオールオリンピック アジア地区予選       | 国立霞ヶ丘陸上競技場 / 東京都             |
| 27 | 1976年3月27日  | △    | 2 - 2          | モントリオールオリンピック アジア地区予選       | ソウル特別市                              |
| 28 | 1976年8月18日  | △    | 0 - 0          | 1976 ムルデカ大会 グループステージ              | ムルデカ・スタジアム / マレーシア         |
| 29 | 1976年12月4日  | ●    | 1 - 2          | 第5回 日韓定期戦                                | 国立霞ヶ丘陸上競技場 / 東京都             |
| 30 | 1977年3月26日  | △    | 0 - 0          | 1978 FIFAワールドカップ・アジア・オセアニア予選 | 国立霞ヶ丘陸上競技場 / 東京都             |
| 31 | 1977年4月3日   | ●    | 0 - 1          | 1978 FIFAワールドカップ・アジア・オセアニア予選 | ソウル特別市                              |
| 32 | 1977年6月15日  | ●    | 1 - 2          | 第6回 日韓定期戦                                | ソウル特別市                              |
| 33 | 1978年7月19日  | ●    | 0 - 4          | 1978 ムルデカ大会 グループステージ              | ムルデカ・スタジアム / マレーシア         |
| 34 | 1978年12月15日 | ●    | 1 - 3          | 第8回アジア競技大会                             | バンコク                                  |
| 35 | 1979年3月4日   | ○    | 2 - 1          | 第7回 日韓定期戦                                | 国立霞ヶ丘陸上競技場 / 東京都             |
| 36 | 1979年6月16日  | ●    | 1 - 4          | 第8回 日韓定期戦                                | ソウル特別市                              |
| 37 | 1980年3月22日  | ●    | 1 - 3          | モスクワオリンピック アジア地区予選             | クアラルンプール                          |
| 38 | 1981年3月8日   | ●    | 0 - 1          | 第9回 日韓定期戦                                | 国立霞ヶ丘陸上競技場 / 東京都             |
| 39 | 1981年6月21日  | ●    | 0 - 2          | 大韓民国大統領（全斗煥）杯                      | 釜山                                      |
| 40 | 1982年3月21日  | ●    | 0 - 3          | 第10回 日韓定期戦                               | ソウル特別市                              |
| 41 | 1982年11月25日 | ○    | 2 - 1          | 第9回アジア競技大会                             | ニューデリー                              |
| 42 | 1983年3月6日   | △    | 1 - 1          | 第11回 日韓定期戦                               | 国立霞ヶ丘陸上競技場 / 東京都             |
| 43 | 1984年9月30日  | ○    | 2 - 1          | 第12回 日韓定期戦                               | ソウル特別市                              |
| 44 | 1985年10月26日 | ●    | 1 - 2          | 1986 FIFAワールドカップ・アジア予選             | 国立霞ヶ丘陸上競技場 / 東京都             |
| 45 | 1985年11月3日  | ●    | 0 - 1          | 1986 FIFAワールドカップ・アジア予選             | ソウル特別市                              |
| 46 | 1988年10月26日 | ●    | 0 - 1          | 第13回 日韓定期戦                               | 国立霞ヶ丘陸上競技場 / 東京都             |
| 47 | 1988年12月6日  | ●    | 0 - 2          | 1988 AFCアジアカップ                            | SC競技場 / ドーハ                         |
| 48 | 1989年5月5日   | ●    | 0 - 1          | 第14回 日韓定期戦                               | ソウル特別市                              |
| 49 | 1990年7月27日  | ●    | 0 - 2          | 1990 ダイナスティカップ                         | 北京市                                    |
| 50 | 1991年7月27日  | ●    | 0 - 1          | 第15回 日韓定期戦                               | 長崎県立総合運動公園陸上競技場 / 長崎市   |
| 51 | 1992年8月22日  | △    | 0 - 0          | 1992 ダイナスティカップ                         | 北京市                                    |
| 52 | 1992年8月29日  | △    | 2 - 2 (PK:4-2) | 1992 ダイナスティカップ                         | 北京市                                    |
| 53 | 1993年10月25日 | ○    | 1 - 0          | 1994 FIFAワールドカップ・アジア予選             | ドーハ                                    |
| 54 | 1994年10月11日 | ●    | 2 - 3          | 第12回アジア競技大会                            | 広島スタジアム / 広島市                   |
| 55 | 1995年2月21日  | △    | 1 - 1          | 1995 ダイナスティカップ                         | 香港スタジアム                            |
| 56 | 1995年2月26日  | △    | 2 - 2 (PK:5-3) | 1995 ダイナスティカップ                         | 香港スタジアム                            |
| 57 | 1997年5月21日  | △    | 1 - 1          | 国際親善試合 FIFAワールドカップ共催記念         | 国立霞ヶ丘陸上競技場 / 東京都             |
| 58 | 1997年9月28日  | ●    | 1 - 2          | 1998 FIFAワールドカップ・アジア予選             | 国立霞ヶ丘陸上競技場 / 東京都             |
| 59 | 1997年11月1日  | ○    | 2 - 0          | 1998 FIFAワールドカップ・アジア予選             | 蚕室総合運動場 / ソウル特別市             |
| 60 | 1998年3月1日   | ○    | 2 - 1          | 1998 ダイナスティカップ                         | 横浜国際総合競技場 / 横浜市               |
| 61 | 1998年4月1日   | ●    | 1 - 2          | 国際親善試合 FIFAワールドカップ共催記念         | ソウル特別市                              |
| 62 | 1998年12月7日  | ●    | 0 - 2          | 第13回アジア競技大会                            | バンコク                                  |
| 63 | 2000年4月26日  | ●    | 0 - 1          | 国際親善試合                                    | ソウル特別市                              |
| 64 | 2000年12月20日 | △    | 1 - 1          | 国際親善試合                                    | 国立霞ヶ丘陸上競技場 / 東京都             |
| 65 | 2003年4月16日  | ○    | 1 - 0          | 国際親善試合                                    | ソウル特別市                              |
| 66 | 2003年5月31日  | ●    | 0 - 1          | 国際親善試合                                    | 国立霞ヶ丘陸上競技場 / 東京都             |
| 67 | 2003年12月10日 | △    | 0 - 0          | 東アジアサッカー選手権 2003                     | 横浜国際総合競技場 / 横浜市               |
| 68 | 2005年8月7日   | ○    | 1 - 0          | 東アジアサッカー選手権 2005                     | 大邱ワールドカップ競技場 / 大邱広域市     |
| 69 | 2007年7月28日  | △    | 0 - 0 (PK:5-6) | 2007 AFCアジアカップ 3位決定戦                  | パレンバン                                |
| 70 | 2008年2月23日  | △    | 1 - 1          | 東アジアサッカー選手権 2008                     | 重慶オリンピックスポーツセンター / 重慶   |
| 71 | 2010年2月14日  | ●    | 1 - 3          | 東アジアサッカー選手権 2010                     | 国立霞ヶ丘陸上競技場 / 東京都             |
| 72 | 2010年5月24日  | ●    | 0 - 2          | 国際親善試合 (キリンチャレンジカップ)           | 埼玉スタジアム2002 / さいたま市           |
| 73 | 2010年10月12日 | △    | 0 - 0          | 国際親善試合                                    | ソウルワールドカップ競技場 / ソウル特別市 |
| 74 | 2011年1月25日  | △    | 2 - 2 (PK:3-0) | 2011 AFCアジアカップ                            | アル・ガラファ・スタジアム                |
| 75 | 2011年8月10日  | ○    | 3 - 0          | 国際親善試合 (キリンチャレンジカップ)           | 札幌ドーム / 札幌市                       |
| 76 | 2013年7月28日  | ○    | 2 - 1          | EAFF東アジアカップ 2013                         | 蚕室総合運動場                            |
| 77 | 2015年8月5日   | △    | 1 - 1          | EAFF東アジアカップ 2015                         | 武漢体育中心 / 武漢市                     |
| 78 | 2017年12月16日 | ●    | 1 - 4          | EAFF E-1サッカー選手権 2017                     | 味の素スタジアム / 東京都                 |
| 79 | 2019年12月18日 | ●    | 0 - 1          | EAFF E-1サッカー選手権 2019                     | 釜山アジアド主競技場 / 釜山市             |
| 80 | 2021年3月25日  | ○    | 3 - 0          | 国際親善試合                                    | 日産スタジアム / 横浜市                   |
| 81 | 2022年7月27日  | ○    | 3 - 0          | EAFF E-1サッカー選手権 2022                     | 豊田スタジアム / 豊田市                   |
| 82 | 2025年7月15日  | ○    | 1 - 0          | EAFF E-1サッカー選手権 2025                     | 龍仁ミルスタジアム / 龍仁市               |

## U-23日本代表

### 通算戦績
※オリンピックやアジア競技大会、AFC U23アジアカップなどでの成績。
 U-23日本代表：6勝4分10敗

 U-23韓国代表：10勝4分6敗

### 試合の一覧
| #  | 対戦日         | 結果 | スコア | 大会                                        | 会場                               |
| -- | -------------- | ---- | ------ | ------------------------------------------- | ---------------------------------- |
| 1  | 1992年1月27日  | ●    | 0 - 1  | バルセロナオリンピック アジア最終予選       | クアラルンプール                   |
| 2  | 1995年1月14日  | ●    | 0 - 1  | オーストラリア国際トーナメント グループ予選 | シドニー・フットボール・スタジアム |
| 3  | 1996年3月27日  | ●    | 1 - 2  | アトランタオリンピック アジア予選 決勝      | シャー・アラム・スタジアム         |
| 4  | 1998年12月7日  | ●    | 0 - 2  | 第13回アジア競技大会 2次リーグ              | バンコク                           |
| 5  | 1999年9月7日   | ○    | 4 - 1  | 親善試合                                    | 国立霞ヶ丘陸上競技場               |
| 6  | 1999年9月27日  | ○    | 1 - 0  | 親善試合                                    | 蚕室総合運動場                     |
| 7  | 2003年7月23日  | △    | 1 - 1  | キリンチャレンジカップ2003                  | 国立霞ヶ丘陸上競技場               |
| 8  | 2003年9月17日  | ●    | 1 - 2  | 親善試合                                    | ソウル                             |
| 9  | 2004年2月21日  | ○    | 2 - 0  | キリンチャレンジカップ2004                  | 長居陸上競技場                     |
| 10 | 2004年7月21日  | △    | 0 - 0  | 親善試合                                    | ソウルワールドカップ競技場         |
| 11 | 2006年11月14日 | △    | 1 - 1  | 日中韓サッカーU-21代表交流戦                | 昌原スポーツパークメインスタジアム |
| 12 | 2006年11月21日 | △    | 1 - 1  | 日中韓サッカーU-21代表交流戦                | 国立霞ヶ丘陸上競技場               |
| 13 | 2009年12月19日 | ○    | 2 - 1  | 親善試合                                    | 昌原サッカーセンター               |
| 14 | 2012年8月10日  | ●    | 0 - 2  | ロンドンオリンピック 3位決定戦              | ミレニアム・スタジアム             |
| 15 | 2014年9月28日  | ●    | 0 - 1  | 第17回アジア競技大会 準々決勝               | 仁川文鶴競技場                     |
| 16 | 2016年1月30日  | ○    | 3 - 2  | AFC U-23選手権2016 決勝                     | レフウィヤスタジアム               |
| 17 | 2018年9月1日   | ●    | 1 - 2  | 第18回アジア競技大会 決勝                   | チビノン                           |
| 18 | 2022年6月12日  | ○    | 3 - 0  | AFC U-23選手権2022 準々決勝                 | タシュケント                       |
| 19 | 2023年10月7日  | ●    | 1 - 2  | 第19回アジア競技大会 決勝                   | 杭州市                             |
| 20 | 2024年4月22日  | ●    | 0 - 1  | AFC U23アジアカップ2024 1次リーグ           | ドーハ                             |

## 日本女子代表

### 通算戦績
2022年7月19日現在
| 日本 | 開催地 | 開催地 | 開催地 | 韓国 |
| ---- | ------ | ------ | ------ | ---- |

### 試合の一覧
| #  | 対戦日        | 結果 | 結果  | 大会                       | 会場                             |
| -- | ------------- | ---- | ----- | -------------------------- | -------------------------------- |
| 33 | 2022年7月19日 | ○    | 2 - 1 | EAFF E-1サッカー選手権2022 | 茨城県立カシマサッカースタジアム |